# Pomacentrus spilotoceps
Pomacentrus spilotoceps är en fiskart som beskrevs av Randall 2002. Pomacentrus spilotoceps ingår i släktet Pomacentrus och familjen Pomacentridae. Inga underarter finns listade i Catalogue of Life.